# بردگوری تپاسفلی ۳
بردگوری تپاسفلی ۳ مربوط به دوره اشکانیان - دوره ساسانیان است و در شهرستان کوهرنگ، بخش بازفت، دهستان بازفت، شمال شرق روستای تپا سفلی واقع شده و این اثر در تاریخ ۱۲ شهریور ۱۳۸۶ با شمارهٔ ثبت ۱۹۴۸۵ به‌عنوان یکی از آثار ملی ایران به ثبت رسیده است.